# Margaret Nelson
Judith Margaret Nelson, född 16 augusti 1901 i Kläckeberga församling, Kalmar län, död 19 januari 1955 i Amerika, var en svensk-amerikansk målare.
Hon var dotter till skräddaren Josef Walfrid Nilsson och Anna Hillevi Nilsson. Nelson kom redan i ungdomsåren till Amerika och efter avslutad skolundervisning studerade hon vid Teachers College of Connecticut där hon avlade en Bachelor of Science. Som konstnär skildrade hon småbarns lekar, skolraster, och händelse i de små barnens liv utförda i olja eller akvarell. Hon medverkade i ett stort antal samlingsutställningar bland annat i National Academy of Design i New York 1933 och Connecticut Academy of Fine Arts 1929-1946 samt i Palm Beach Art Center i Florida.